# El Chapo (canción de The Game)
El Chapo es el segundo sencillo del rapero americano The game con el productor estadounidense de música electrónica Skrillex, tomado de su sexto álbum de estudio The Documentary 2.5. La canción cuenta con la producción del Sr. Bangladesh, Skrillex, y Nastradomas.

## Certificación
| País           | Organismo certificador | Certificación | Ventas certificadas | Ref.  |
| -------------- | ---------------------- | ------------- | ------------------- | ----- |
| Estados Unidos | RIAA                   | Oro           | 500.000             | [ 3 ] |

## Posicionamiento de listas
| Lista (2015)                                      | Posición |
| ------------------------------------------------- | -------- |
| US Bubbling Under R&B/Hip-Hop Singles (Billboard) | 7        |